# هلال محمد (بازیکن)
هلال محمد (انگلیسی: Helal Mohammed؛ زادهٔ ۲۳ مهٔ ۱۹۹۳) یک بازیکن فوتبال اهل قطر است.